# Смольники (Староґардський повіт)
Смольники (пол. Smolniki) — село в Польщі, у гміні Любіхово Староґардського повіту Поморського воєводства.
Населення — 88 осіб (2011).
У 1975-1998 роках село належало до Гданського воєводства.

## Демографія
Демографічна структура станом на 31 березня 2011 року:
|          | Загалом | Допрацездатний вік | Працездатний вік | Постпрацездатний вік |
| -------- | ------- | ------------------ | ---------------- | -------------------- |
| Чоловіки | 44      | 5                  | 32               | 7                    |
| Жінки    | 44      | 8                  | 22               | 14                   |
| Разом    | 88      | 13                 | 54               | 21                   |